# Artemis - La prima città sulla Luna
Artemis - La prima città sulla Luna (Artemis) è un romanzo di fantascienza di Andy Weir, secondo dell'autore statunitense dopo il successo internazionale L'uomo di Marte. Ambientato su un'ipotetica città costruita sulla Luna, ha come protagonista la contrabbandiera Jasmine Bashara, detta "Jazz".
La città è chiamata così in onore di Artemide, dea greca della Luna e sorella di Apollo, che dà il nome alle omonime missioni di esplorazione lunare della NASA.

## Trama
Ad Artemis, la prima città sulla Luna, al corriere e contrabbandiere Jasmine "Jazz" Bashara viene offerta una grossa opportunità di guadagno da un cliente abituale, il ricco uomo d'affari Trond Landvik. Durante l'incontro con Trond, Jazz conosce anche l'imprenditore hongkonghese Jin Chu, il quale tenta di nasconderle un cavo contrassegnato con il nome ZAFO. Trond intende assumere la direzione della Sanchez Aluminium, che attualmente gode di un lucroso contratto a tempo indeterminato con la città per l'energia gratuita in cambio dell'intera fornitura di ossigeno, ottenuto come sottoprodotto della produzione di alluminio. Trond chiede a Jazz di sabotare i raccoglitori di anorite della compagnia, in modo che il miliardario possa offrire poi la sua ingente scorta di ossigeno alla città e comprare poi la società, e quando le offre una somma di denaro di 1.000.000ğ (slug, la valuta artemisiana), che le cambierebbe la vita, per svolgere l'attività criminale, Jazz accetta.
Jazz prende in prestito alcune apparecchiature per la saldatura da suo padre Ammar e un piccolo robot chiamato HIB da un suo socio in affari. Visita il sito di atterraggio dell'Apollo 11 come turista sotto copertura, lasciando l'HIB in posizione all'esterno della camera d'equilibrio in modo che possa aprire il portello per lei senza l'assistenza di un professionista EVA. Il giorno dopo, mentre un dispositivo elettronico creato dal suo amico scienziato Martin Svoboda fa sembrare che lei sia nel suo alloggio, Jazz percorre la superficie della luna verso il punto in cui i raccoglitori stanno accumulando il minerale. Ne sabota con successo uno, ma viene individuato dalla telecamera di un altro. La ragazza ne distrugge altri due, ma fugge per evitare la cattura da parte di un team EVA che si avvicina prima che sia in grado di disabilitare l'ultimo raccoglitore. Con i professionisti EVA a guardia di ogni camera d'equilibrio, Jazz viene scoperta dal suo ex amico Dale, che ora disprezza poiché ha rubato il suo fidanzato. Dale si offre di non denunciarla se mette da parte il suo risentimento e cerca di riaccendere la loro amicizia, e lei accetta a malincuore. Trovando Trond e la sua guardia del corpo assassinati, Jazz cerca Jin Chu in un hotel costoso. Viene attaccata dall'assassino di Trond, il quale stava aspettando l'imprenditore hongkonghese nella sua camera d'albergo per uccidere anche lui, ma riesce a scappare con il cavo ZAFO di Jin, che consegna a Svoboda in modo che potesse studiarlo. Jazz apprende che la Sanchez Aluminium è gestita da O Palácio, la più grande e potente organizzazione criminale del Brasile, e che l'assassino, di nome Alvarez, le è ora alle calcagna. Jin accetta di incontrare Jazz, ma la tradisce con Alvarez per salvarsi. Jazz, anticipando l'inganno di Jin, mette in atto una trappola che ha piazzato, rendendo Alvarez e Jin inoffensivi, e poi li consegna al capo della polizia, Rudy.
Svoboda scopre che ZAFO è un cavo virtualmente privo di perdite ("Zero Attenuation Fiber Optic"), che consentirà la trasmissione di dati a lunga distanza senza la necessità di ripetitori, rivoluzionando l'industria della comunicazione. Poiché il processo di produzione richiede bassa gravità, Artemis è una posizione ideale e il nuovo settore aumenterebbe significativamente l'economia stagnante della città. Jazz affronta la reggente della città Ngugi, che rivela di averla usata come esca per stanare gli agenti di O Palácio, non volendo che Artemis cada nelle mani un'organizzazione criminale. Jazz quindi coinvolge i suoi riluttanti amici e suo padre per fermare O Palácio, distruggendo la fonderia della Sanchez, permettendo così alla figlia di Trond, Lene, che ha ereditato la sua fortuna, di impadronirsi dei contratti della società e ricostruire lo stabilimento. Dale aiuta Jazz a penetrare nella fonderia, dove sabota il forno in modo che si surriscaldi e si autodistrugga, ma così facendo crea involontariamente del cloroformio mortale che viene pompato nella riserva d'aria della città. Con meno di un'ora prima che i residenti incoscienti di Artemis muoiano per la loro esposizione, Jazz accede alle scorte di Trond di ossigeno non contaminato. Si sacrifica per salvare la città esponendosi al vuoto dello spazio, ma Dale riesce a salvarla. Lene paga Jazz per i suoi servizi, rendendola temporaneamente benestante. Dopo aver comprato a suo padre un nuovo laboratorio di saldatura per sostituire quello che ha distrutto accidentalmente da adolescente, Jazz viene chiamata nell'ufficio di Ngugi, dove la reggente la informa della sua imminente deportazione sulla Terra. Jazz convince Ngugi del suo valore per la città come un innocuo contrabbandiere "autorizzato", il cui monopolio del commercio illegale tiene fuori altri criminali più pericolosi. Ngugi cede, ma la costringe a pagare la maggior parte dei suoi soldi rimasti in città come una multa. Jazz e Dale recuperano infine la loro amicizia.

## Edizioni
- (EN) Andy Weir, Artemis, Crown Publishing, 2017, ISBN 978-0-0919-5694-3.
- Andy Weir, Artemis - La prima città sulla Luna, traduzione di Marta Lanfranco, Newton Compton Editori, 2017,  p. 380, ISBN 978-88-227-1984-3.

## Opere derivate
Nel maggio 2017, la 20th Century Fox e la New Regency hanno acquisito i diritti del film sul romanzo non ancora pubblicato, con Simon Kinberg e Aditya Sood associati alla produzione. Phil Lord e Christopher Miller sono stati annunciati come co-direttori nel settembre 2017. Nel luglio 2018, fu annunciato che Geneva Robertson-Dworet avrebbe scritto la sceneggiatura.

## Riconoscimenti
Gli utenti di Goodreads (circa 35.000) hanno scelto il romanzo come miglior romanzo di fantascienza dell'anno 2017.